# Những ô màu khối lập phương
Những ô màu khối lập phương là album phòng thu thứ hai của ca sĩ Tùng Dương, được phát hành vào ngày 5 tháng 9 năm 2007 bởi Viết Tân. Được thu âm và sản xuất bởi nhạc sĩ Đỗ Bảo, album đánh dấu bước chuyển biến lớn của cá nhân Tùng Dương, thoát khỏi hình ảnh của chính mình từ album đầu tay thành công ...Chạy trốn (2004) khi anh trực tiếp tìm tòi và thể hiện phong cách âm nhạc chủ đạo sau này của mình là New Age, world music và nhạc điện tử qua các sáng tác của Đỗ Bảo, Trần Tiến, Lưu Hà An và Huyền Ngọc.
Những ô màu khối lập phương là một sản phẩm thành công, nhận được nhiều đánh giá tích cực của người hâm mộ và giới chuyên môn. Các đánh giá tập trung chủ yếu vào tính đột phá trong âm nhạc của Tùng Dương cũng như khả năng hòa âm phối khí hiện đại và thương hiệu từ Đỗ Bảo. Với nhiều giải thưởng giành được, album được coi là một trong những sản phẩm xuất sắc nhất của làng nhạc nhẹ Việt Nam năm 2007.
Tại Giải thưởng Âm nhạc Cống hiến lần thứ 3, Những ô màu khối lập phương vinh dự được trao giải "Album của năm" và giúp Đỗ Bảo lần thứ 4 liên tiếp có tên tại đề cử "Nhạc sĩ của năm". Album cũng là một phần trong liveshow Tùng Dương – Thập kỷ hoan ca tổ chức ngày 12 và 13 tháng 12 năm 2015 tại Cung Văn hóa Hữu nghị Hà Nội, kỷ niệm 10 năm sự nghiệp của ca sĩ Tùng Dương. Các ca khúc "Những ô màu khối lập phương" và "Đỉnh núi lãng quên" cũng được Tùng Dương trình bày trong chương trình Một mình bao la (2023), kỷ niệm 30 năm sự nghiệp của nhạc sĩ Đỗ Bảo.

## Hoàn cảnh ra đời
Năm 2004, Tùng Dương giành ngôi quán quân tại cuộc thi Sao Mai điểm hẹn lần thứ nhất. Ngay lập tức, anh liền cho phát hành album ...Chạy trốn bao gồm các sáng tác của nhạc sĩ Lê Minh Sơn theo phong cách jazz và dân gian đương đại, từng được anh trình bày thành công trước đó tại cuộc thi. Album có được ấn tượng tốt với công chúng, và góp phần giúp Tùng Dương giành giải tiền Cống hiến ở hạng mục "Ca sĩ của năm". Tuy nhiên ngay sau khi phát hành album, Tùng Dương tuyên bố ngừng cộng tác với Lê Minh Sơn để theo đuổi phong cách âm nhạc của riêng mình.
Cá nhân Đỗ Bảo cũng là một nhạc sĩ trẻ tài năng khi thành công rực rỡ với việc hòa âm phối khí dự án Nhật thực của Trần Thu Hà và Ngọc Đại, sau đó giành giải "Sự kiện văn hóa tiêu biểu" của năm 2002. Giữa năm 2003, Tùng Dương cùng ca sĩ Khánh Linh được mời vào phần tiếp theo của dự án có tên Nhật thực 2. Chương trình và album lần này không thực sự thành công khi phản ứng của khán giả là không đáng kể, tuy nhiên nó trực tiếp giới thiệu cá nhân Tùng Dương tới nhạc sĩ Đỗ Bảo. Cuối tháng 8 năm 2004, Đỗ Bảo cho phát hành album phòng thu cá nhân đầu tay mang tên Cánh cung, gây được nhiều sự mến mộ trong cộng đồng nhạc nhẹ Việt Nam.
Cuối năm 2004, Đỗ Bảo cùng nhạc sĩ Việt kiều Nhất Lý thành lập nên công ty nghệ thuật Bảo Lý Art để thực hiện chương trình hòa nhạc 'Gió bình minh', pha trộn nhạc điện tử với nhạc cụ dân tộc truyền thống. Tùng Dương cũng là một trong những nghệ sĩ tham gia trình diễn trong dự án này. Chương trình được chính thức giới thiệu vào tháng 9 năm 2006 tại Hà Nội, và sau đó được trao giải "Sự kiện văn hóa tiêu biểu" của năm. Trước khi chính thức tiếp xúc với báo chí, nhiều đồn đoán cho rằng album tiếp theo của Tùng Dương sẽ được sản xuất bởi Quốc Trung. Cuối cùng, ấn tượng trước âm nhạc điện tử của Đỗ Bảo, Tùng Dương đã chọn anh là người gửi gắm cho Những ô màu khối lập phương.

## Thu âm và sản xuất
~ Tùng Dương
Những ô màu khối lập phương được Tùng Dương xây dựng theo hình mẫu album chủ đề khi nó đề cập "về những số phận con người. Nói về sản phẩm lần này, anh tiết lộ: "Một không gian âm nhạc lạ, trừu tượng, mỗi ô màu tượng trưng cho số phận một con người, như một khối rubíc, không phải là bản tình ca ngọt ngào về hạnh phúc tình yêu, mà là những chiêm nghiệm sâu sắc, triết lý về khát vọng, dục vọng, bản năng…. nhưng không nặng nề, u ám, mà mỗi bài hát là khối màu, có mắt xích với nhau…"
Nhạc sĩ Đỗ Bảo sáng tác 4 trên tổng số 8 ca khúc, trong đó có ca khúc nhan đề; nhạc sĩ Trần Tiến viết 2 ca khúc dành riêng cho Tùng Dương là "Nhức nhối" và "Mưa bay tháp cổ"; 2 ca khúc còn lại là "Nỗi khát" và "Giấc mơ" cũng là những tác phẩm mà các nhạc sĩ Huyền Ngọc và Lưu Hà An giành tặng cho ca sĩ và được anh lựa chọn lựa phù hợp với chủ đề. Trước đó, "Mưa bay tháp cổ" từng được Trần Thu Hà trình bày trong album Đối thoại 06 (2006) theo phong cách ambient.
Đỗ Bảo tiếp tục khai thác thế mạnh sở trường với phong cách New Age, pha lẫn với pop và jazz mà anh đã thành công với Cánh cung (2004). Bên cạnh đó, những trải nghiệm với chương trình hòa nhạc 'Gió bình minh' cũng giúp anh tự tin đưa world music và âm nhạc điện tử vào sản phẩm lần này với Tùng Dương. Nói về dự án lần này, Tùng Dương mong muốn thể hiện sự sáng tạo bên cạnh "cái tôi thích khám phá", đồng thời khẳng định phong cách âm nhạc hoàn toàn mới mẻ của mình. Năm 2014, anh tâm sự: "Đúng là tôi đã từng nghĩ mình là "những ô màu khối lập phương". Nhưng hóa ra là tôi đã nhầm. Không phải mình mà chính cuộc đời mới là rubic, mình chỉ là một mặt, hay cùng lắm là hai mặt của nó mà thôi." Rất nhiều ca khúc trong album, như "Cô đơn", "Giấc mơ" hay "Nỗi khát", là những sáng tác theo giọng kể tự sự của người phụ nữ, buộc ca sĩ phải biến hóa theo nội dung của ca khúc.
Về nhan đề album, Tùng Dương tiết lộ: "Có thể cảm thụ album này như thưởng thức một bức tranh trường phái trừu tượng cũng không sai... Tôi muốn như thế. Tôi muốn người nghe cảm nhận sản phẩm của mình với một không gian đa chiều, không phải là không gian 3 chiều của nền văn minh vật lý. Đó mới là cái hấp dẫn. Những thứ dễ nghe, dễ dãi thì thường làm người ta chóng chán."
Ca sĩ Khánh Linh là nghệ sĩ khách mời tham gia phần hát nền trong ca khúc "Vòng tròn". Đỗ Bảo trực tiếp sản xuất và chỉnh âm album dưới tên của Bảo Lý Art. Các ca khúc được thu âm rải rác tại các phòng thu cá nhân của Đỗ Bảo và Nhất Lý từ cuối năm 2006, bên cạnh đó, quá trình hậu kỳ được thực hiện tại phòng thu của hãng Viết Tân. Viết Tân cũng là đơn vị phát hành chính thức của album. Toàn bộ phần bìa album được thiết kế bởi người bạn thân của nhạc sĩ Đỗ Bảo – họa sĩ Dũng Yoko.

## Danh sách ca khúc
Tất cả các nhạc phẩm đều được biên khúc và hòa âm bởi Đỗ Bảo.
| STT | Nhan đề                              | Sáng tác   | Thời lượng |
| --- | ------------------------------------ | ---------- | ---------- |
| 1.  | "Những ô màu khối lập phương"        | Đỗ Bảo     | 7:03       |
| 2.  | "Cô đơn"                             | Đỗ Bảo     | 8:42       |
| 3.  | "Nhức nhối"                          | Trần Tiến  | 6:03       |
| 4.  | "Nỗi khát"                           | Huyền Ngọc | 7:52       |
| 5.  | "Vòng tròn" (hợp tác với Khánh Linh) | Đỗ Bảo     | 5:39       |
| 6.  | "Giấc mơ"                            | Lưu Hà An  | 5:42       |
| 7.  | "Đỉnh núi lãng quên"                 | Đỗ Bảo     | 7:09       |
| 8.  | "Mưa bay tháp cổ"                    | Trần Tiến  | 5:46       |

## Đón nhận của công chúng
Những ô màu khối lập phương có được sự chú ý của công chúng ngay từ trước khi phát hành. Khi album được ra mắt vào tháng 9 năm 2007, hầu hết người hâm mộ đều quan tâm tới hình ảnh và phong cách hoàn toàn mới của Tùng Dương cũng như khả năng kết hợp của anh với nhạc sĩ Đỗ Bảo. Tuy nhiên, dòng nhạc New Age mới mẻ cũng khiến Viết Tân dè dặt trong việc phát hành. Trên phạm vi toàn quốc, album đạt mốc doanh thu 3.000 bản chỉ sau 1 tháng rưỡi, chứng minh sức hút đáng kể về mặt thương mại của sản phẩm này.
Cũng trong năm 2007, ngoài Những ô màu khối lập phương, Đỗ Bảo còn cộng tác, hòa âm phối khí cho hàng loạt sản phẩm của nhiều nghệ sĩ trong nước khác, bao gồm các album Bức thư tình thứ 3 (Tấn Minh, tháng 4), Thế giới tuyệt vời (Nguyễn Ngọc Anh, tháng 10) và Kỷ niệm (Huy Phạm, tháng 11). Trong khoảng thời gian đó, anh vẫn cùng Tùng Dương chuẩn bị chu đáo cho những buổi diễn trong và ngoài nước để giới thiệu cho album Những ô màu khối lập phương. Nhà tạo mẫu Nguyễn Công Trí là người trực tiếp thiết kế trang phục trình diễn sân khấu cho Tùng Dương.
Bản thân Tùng Dương cũng cho rằng album là một sản phẩm "kén tai" và thiếu "tính đại chúng" với nội dung và cấu trúc dài hơn bình thường. Thực tế, Những ô màu khối lập phương lại có được những đánh giá rất tích cực, đặc biệt từ giới chuyên môn. Báo Tuần Việt Nam dành hẳn một bài viết chi tiết, phân tích từng ca khúc, câu chữ của album: "Giọng hát ma mị ấy, không gian âm nhạc lạ lùng ấy sẽ dẫn bạn vào thế giới của những câu chuyện kể náo nức sắc màu... Kỳ ảo, biến động và mông lung như những ngón tay xoay trên khối rubik sáu mặt vậy." Báo HàNộiMới khi giới thiệu về album đã dành nhiều lời ngợi ca cho giọng ca của ca sĩ "nhiều màu sắc, góc cạnh, sắc thái biểu cảm, những uẩn ức, những khát khao, có lúc như "hét" lên trên nền âm nhạc không gian đầy biến ảo." VTV dành những lời ngợi ca cho sản phẩm này của anh: "Và đến khi gặp Đỗ Bảo, chất quái [của Tùng Dương] đã được mài giũa để trở thành một phiên bản hoàn chỉnh... Những ô màu khối lập phương là chính là trạng thái được "bay lên" của Tùng Dương, mở đầu thời kỳ rực rỡ trong tư duy sáng tạo âm nhạc của anh... bởi nó khác biệt, vẽ ra một Tùng Dương rất "New Age" và tạo nên một dung nhan âm nhạc mới khác lạ với số đông còn lại." Báo Tuổi trẻ phân tích rất kỹ khả năng hòa âm xuất sắc của Đỗ Bảo, khen ngợi anh đã "tạo ra một không gian kỳ bí và bức bối cho toàn album". Album cũng chính là sản phẩm mở đầu cho phong cách âm nhạc chủ đạo sau này của sự nghiệp Tùng Dương với world music và nhạc điện tử.
Tại Giải thưởng Âm nhạc Cống hiến lần thứ 3, Đỗ Bảo lần thứ 4 liên tiếp được có tên ở đề cử hạng mục "Nhạc sĩ của năm", còn Những ô màu khối lập phương được trao giải thưởng "Album của năm" với 35/95 phiếu bầu, hơn 7 phiếu so với album về nhì là Cánh mặt trời của ban nhạc 5 Dòng Kẻ.